# Pseudeustrotia dimera
Pseudeustrotia dimera là một loài bướm đêm trong họ Noctuidae.